# アーシュラ・K・ル＝グウィン
アーシュラ・クローバー・ル＝グウィン（Ursula Kroeber Le Guin、1929年10月21日 - 2018年1月22日）は、アメリカの小説家でSF作家、ファンタジー作家。「ル・グィン」、「ル＝グイン」とも表記される。
SF作家としては、両性具有の異星人と地球人との接触を描いた『闇の左手』で広く認知されるようになった。その他の代表作にユートピアを描いた『所有せざる人々』などがあり、SF界の女王と称される。ファンタジーの代表作は『ゲド戦記』のシリーズで、「西の善き魔女」のあだ名もある。他に『空飛び猫』といった絵本作品もある。
2021年、彼女を記念した「アーシュラ・K・ル＝グウィン賞」が設立された。

## 経歴

### 生い立ち
1929年10月21日にカリフォルニア州バークレーで生まれた。父親はドイツ系の文化人類学者のアルフレッド・L・クローバーで、1901年にコロンビア大学でアメリカ合衆国初の人類学の博士号を取得し、カリフォルニア大学バークレー校でアメリカで2番目の人類学科を創設した。母親は、夫が研究で係わったアメリカ最後の生粋のインディアン「イシ」の伝記を執筆した作家で文化人類学者のシオドーラ・クラコー・ブラウン。夫の伝記 Alfred Kroeber: A Personal Configuration
も書いており、ル＝グウィンの幼少期を知るためのよい資料となっている。この年代においては、カトリックの聖女である聖ウルスラ(Saint Ursula)は、教会典礼暦に掲載される聖人で、その祝日はこの日だった。このため、聖ウルスラに因んで、アーシュラ(Ursula)と名づけられた。 
子供時代は、父親がカリフォルニア大学バークレー校で教えていた関係でバークレーで育つ。神話、伝説、おとぎ話や、ポードリック・コラム、アスビョルンセンの本をよく読み、父からはインディアンの伝説を聞かされた。9歳の時に妖精の登場する初めての短編小説を書き、11歳の時に書いたSF小説をアスタウンディング誌に送ったが掲載されなかった。子供のころに書いた物語の一部は『オルシニア国物語』や『マラフレナ』に生かされている。
10代にはロード・ダンセイニを愛読し、また兄たちとSF雑誌を読み、好きな作家はルイス・パジェットだった。高校ではフィリップ・K・ディックと同学年（1947年卒）だったが、当時は互いを知らなかった。大学はラドクリフ・カレッジに進学、フランスとイタリアのルネサンス期文学を専攻し、コロンビア大学で修士号を取得している。1953年にフルブライト奨学生としてパリに留学し、その後フランスに渡り、そこで知り合った歴史学者チャールズ・A・ル=グウィン(Charles Le Guin)と知り合い、その年に結婚。帰国後に夫は州立ポートランド大学の教授となり、自身はマーサー大学、アイダホ大学などでフランス語を教える。1957年長女を出産、その後オレゴン州ポートランドに住む。1959年次女を出産。

### 作家活動
1958年頃から雑誌の書評欄や、現代の架空の国オルシニアを舞台にした短編を書き始め、1961年にその一つ「音楽によせて」(An Die Musik)を『ウェスタン・ヒューマニティズ・レビュー』誌に発表し、初めての商業誌掲載となった。その頃目にしたコードウェイナー・スミスに影響されてSFを書こうと思うようになり、1962年に『ファンタスティック』誌9月号に短編「四月は巴里」(April in Paris)が掲載されて本格的に作家デビュー、定期的に作品が雑誌に掲載されるようになる。その後エース・ブックスから『ロカノンの世界』『辺境の惑星』「幻影都市』の3長編を出版したが、注目されなかった。1964年に長男出産。母が『イシ』を出版したパルナッサス・プレス社から子供向けファンタジーを書いて欲しいと依頼され、1968年に長編『影との戦い』を出版。1969年発表の『闇の左手』でヒューゴー賞、ネビュラ賞を同時受賞し、広く知られるようになった。
1970年代年から『サイエンス・フィクション・スタディズ』誌などにに、SF、ファンタジーに関する評論や書評を執筆、フェミニズム論や、ザミャーチン、スタニスワフ・レム、ストルガツキー兄弟など東欧のSF作家への論評を著し、同誌1975年11月号はル＝グウィン特集号とされた。
後に映画の仕事に関わり、1979年に『天のろくろ』が The Lathe of Heaven としてテレビ映画化された（1980年放送）。また、前衛作曲家のデヴィッド・ベッドフォードと共同で Rigel 9 というリブレットを制作した。これはスペースオペラを本当のオペラに仕立てたものである。ジェイムズ・ティプトリー・Jr.とも親しく文通していたが、1976年にティプトリーが女性であることが露見しそうになった時、ルグィンにそれを打ち明けて今後について相談していた。
1991年、カリフォルニア大学バークレー校の人類学科で名誉教授を称える連続講演で父について講演する。
ル＝グウィンが加入する全米作家協会らは、Googleブックスによる本のデジタル化プロジェクトは著作権侵害だとして長らく集団訴訟中だったが、原告団と被告が多額の賠償金で和解に転じたことを受け、2009年12月にル＝グウィンは同協会を脱退した。「あなたがたは悪魔と取引すると決めた」とル＝グウィンは脱退を告げる手紙に書いている。「これにはとりわけ著作権の概念全体という原則が関係し、あなたがたは抗うこともなく相手の言い値でそれを一企業にゆだねようとしている」。
2007年9月に、大作『西のはての年代記』第3巻Powersを、英・米で出版し完結した。（日本語版『パワー』は、2008年8月に出版）2016年、ライブラリー・オブ・アメリカに「オルシニア国物語 完全版」が収録。2017年にアメリカ芸術文学アカデミー会員。
2018年1月22日、ポートランドの自宅で死去した。死因は不明であるが、家族によれば数箇月間の体調不良の後の安らかな最期であったとのことであり、いわゆる老衰死の範疇にあるものと思われる。3人の子と4人の孫がいる。

## テーマ
ル＝グウィンのSF作品は科学技術やハードウェアよりも社会学や人類学を含めた社会科学的側面が強く、しばしばソフトSFに分類される。しかしル＝グウィン自身はこの分類に異議を唱え、不快感を表明している。
ル＝グウィン作品の際立った特徴として、人種の意図的な扱いがある。ル＝グウィン作品の主要登場人物の多くは有色人種であり、人類の人口構成を反映したものだとしている。しかし、そのために欧米では挿絵や表紙に人物が描かれないことが多い。ル＝グウィンはしばしば地球外生命の文化を利用し、人類の文化についてのメッセージを伝えている。例えば、『闇の左手』では両性具有種族を通して性的同一性の問題を考察している。また「ゲド戦記」の魔法学院は女人禁制で、アースシー世界では女性は「まじない師」「魔女」として差別され、「魔法使い」の称号を得る事はできない。このような作品から、フェミニストと呼ばれることもある。実際にはフェミニズムの主張を作品で述べるというよりは、ヴァージニア・ウルフの「ベネット氏とブラウン夫人」を引き合いに、ミセス・ブラウンをSF小説に登場させようとしていることをエッセイ「SFとミセス・ブラウン」で述べている。生態学的問題を扱った作品も多い。
『所有せざる人々』や『闇の左手』といったSF作品は《ハイニッシュ・サイクル》(en) と呼ばれる未来史に属している（その舞台となる世界を「ハイニッシュ・ユニバース」と呼ぶ）。「エクーメン」と呼ばれる組織によってゆるやかに結ばれた未来の銀河規模の文明を描いたものである。個々の惑星の結びつきは緩やかであり、そのためそれぞれ異なる文化を保持している。『闇の左手』や『言の葉の樹』は、異星に派遣された特使のカルチャーショックと異文化の接触の結果を扱っている。
他のSF作家と異なり、ル＝グウィンは超光速航法を設定として採用していない（例外的に無人機の超光速航法はある）。その代わりとして120光年の距離まで即時通信可能なアンシブルという技術を登場させている。この用語と概念は他の何人かのSF作家も採用している。

## 受賞
ル＝グウィンはヒューゴー賞を5度、ネビュラ賞を6度受賞し、1979年にはガンダルフ賞グランド・マスター賞、2003年にはアメリカSFファンタジー作家協会のデーモン・ナイト記念グランド・マスター賞を受賞した。小説に対するローカス賞は19回受賞しており、全作家の中で最も多い。ファンタジーとしては、1969年にボストン・グローブ=ホーン・ブック賞、『こわれた腕環』でニューベリー・オナー・ブック賞。1973年、『さいはての島へ』で全米図書賞児童文学部門を受賞した。1979年には『影との戦い』で Lewis Carroll Shelf Award を、1991年には『こわれた腕環』でフェニックス賞・オナー賞を、2002年には『アースシーの風』で世界幻想文学大賞を受賞した。いずれもゲド戦記の一部である。
1975年、オーストラリアのメルボルンで開催された第33回ワールドコンにゲスト・オブ・オナーとして招待された。2000年4月、アメリカの文化遺産への貢献を称え、アメリカ議会図書館の Living Legends（作家・アーティスト部門）に選ばれた。1992年に短編集「Seaload: Chronicles of Klatsand」でピューリッツァー賞候補。
The Pacific Northwest Booksellers Association は2001年、功労賞を授与した。2004年、Association for Library Service to Children から May Hill Arbuthnot Honor Lecture Award と マーガレット・A・エドワーズ賞 を授与された。2006年10月18日、The Washington Center for the Book が彼女の功績を称え、Maxine Cushing Gray Fellowship for Writers を授与した。
2002年、優秀な短編小説作家に与えられる PEN/Malamud Award を受賞した。
2009年には Freedom From Religion Foundation から "Emperor Has No Clothes" 賞を授与された。FFRFによればこの賞は「公人として宗教の欠点について率直に述べている人を称える」ものだという。

### 受賞歴
- ヒューゴー賞
  - 長編: 『闇の左手』(1970)[29]、『所有せざる人々』(1975)[30]
  - 中長編部門: 『世界の合言葉は森』(1973)
  - 中編部門: 「バッファローの娘っこ、晩になったら出ておいで」(1988)
  - 短編部門: 「オメラスから歩み去る人々」(1974)
- ネビュラ賞
  - 長編: 『闇の左手』(1969)[31]、『所有せざる人々』(1974)[32]、『帰還 - 最後の書』(1990)[33]、『パワー』(2008)[34]
  - 中編: 「孤独」(1995)
  - 短編: 「革命前夜」(1974)
- ローカス賞
  - 長編: 『天のろくろ』(1972)[35]、『所有せざる人々』(1975)[30]
  - SF長編: 『言の葉の樹』(2001)[36]
  - ファンタジー長編: 『帰還 - 最後の書』(1990)[37]、『ラウィーニア』(2009)[38]
  - ノヴェラ: Forgiveness Day(1995)、『カワウソ』(2002)
  - ノヴェレット: 「ニュー・アトランティス」(1976)、"Mountain Ways"(1997)、"The Birthday of the World"(2001)、「ワイルド・ガールズ」(2003)
  - 短編: 「革命前夜」(1975)、「スール」(1983)、「地の骨」(2002)
  - 短編集: 『風の十二方位』(1976)、『コンパス・ローズ』(1983)、Four Ways to Forgiveness(1996)、『ゲド戦記外伝』(2002)、『なつかしく謎めいて』(2004)
  - ノンフィクション・アートブック部門『いまファンタジーにできること』2010年
- ボストン グローブ・ホーン・ブック賞 『影との戦い』 1969年
- ニューベリー・オナー・ブック表彰 『壊れた腕環』 1972年
- 全米図書賞児童文学部門 1973年
- 全米図書賞功労賞 2014年
- シオドア・スタージョン記念賞 「赦しの日」 1995年
- ジェイムズ・ティプトリー・ジュニア賞 「セグリの事情」1995年、「山のしきたり」1997年
- エンデバー賞 『言の葉の樹』2001年、『ゲド戦記外伝』2002年
- アメリカSFファンタジー作家協会グランド・マスター賞 2003年
- アシモフズ・サイエンス・フィクション読者賞 「ワイルド・ガールズ」2003年
- マーガレット・A・エドワーズ賞 2004年

## 日本での影響
萩尾望都（少女漫画家）の作品にル＝グウィンの影響をみる者もいる。1970年代には、季刊『牧神 10号―特集SFファンタジーの世界　ル・グィンの神話と幻想』（牧神社、1977年9月）が発行。翌78年に改訂単行版『SFファンタジーの世界　ル・グィンのすべて』が刊行した。
荻原規子『西の善き魔女』5巻目のサブタイトルは、「闇の左手」である。
ル＝グウィンの影響を受けた、もしくはファンである日本人作家は多く、以下でも多くの作家が寄稿している。
- 『ユリイカ　総特集 アーシュラ・K・ル＝グウィン』 臨時増刊2006年8月号、青土社。ル＝グウィンの短編も収録
- 『ユリイカ　特集＝アーシュラ・K・ル=グウィンの世界』 2018年5月号、青土社。追悼特集：主要著作解題を収録。

宮崎駿は『出発点』（徳間書店）収録の随想で、枕元に『ゲド戦記』を置き、すぐに読めるようにしており、かつて『ゲド戦記』の映像化を考えていたことがある、とも語っている。

## 作品一覧
- 《ハイニッシュ・サイクル》Hainish Cycle
  - ロカノンの世界 Rocannon's world (1966年) - サンリオSF文庫、ハヤカワ文庫（別訳）
  - 辺境の惑星 Planet of exile (1966年) - サンリオSF文庫、ハヤカワ文庫
  - 幻影の都市 City of Illusions (1967年) - サンリオSF文庫、ハヤカワ文庫
  - 闇の左手 The Left Hand of Darkness (1969年) - ハヤカワSFシリーズ、ハヤカワ文庫（新版）
  - 所有せざる人々 The Dispossessed (1974年) - 早川書房「海外SFノヴェルズ」、ハヤカワ文庫
  - 世界の合言葉は森 The Word for World is Forest (1976年) - ハヤカワ文庫 
    - アオサギの眼 The Eye of the Heron (1978年) を併録（この短編は非《ハイニッシュ・サイクル》）

  - 言の葉の樹 The Telling (2000年)  - ハヤカワ文庫
- 《アースシー》（ゲド戦記） Earthsea - 全5巻+別巻、岩波書店 ‐ 様々な版が刊行
  - 影との戦い A Wizard of Earthsea (1968年)
  - こわれた腕環 The Tombs of Atuan (1971年)
  - さいはての島へ The Farthest Shore (1972年)
  - 帰還 - 最後の書 Tehanu: The Last Book of Earthsea (1990年)
  - アースシーの風 The Other Wind (2001年)
  - ゲド戦記外伝 Tales from Earthsea (2001年) - 短編集
  - 火明かり：ゲド戦記別冊（岩波少年文庫、2025年5月） - 日本語版オリジナル編集による別冊。作家没後に発表された「火明かり」など未邦訳短編やエッセイ・講演を収録[39][40]。
- どこからも彼方にある国（1976年）- 児童文学。あかね書房
- 《オルシニア》Orsinia - 架空の国を舞台にした非SF作品
  - オルシニア国物語 Orsinian Tales (1976年) - 早川書房「海外SFノヴェルズ」、ハヤカワ文庫
  - マラフレナ Malafrena (1979年) - サンリオSF文庫（上・下）
- 《空飛び猫》 Catwings - 児童文学（絵本）- 講談社、のち文庫、村上春樹訳
  - 空飛び猫 Catwings (1988年)
  - 帰ってきた空飛び猫 Catwings Return (1989年)
  - 素晴らしいアレキサンダーと、空飛び猫たち Wonderful Alexander and the Catwings (1994年)
  - 空を駆けるジェーン - 空飛び猫物語 Jane on Her Own (1999年)
- 《西のはての年代記》Annals of the Western Shore - 河出書房新社、のち文庫（全4冊）
  - ギフト Gifts (2004年)
  - ヴォイス Voices (2006年)
  - パワー Powers (2007年)、（上・下に分冊）
- 天のろくろ The Lathe of Heaven (1971年) - サンリオSF文庫、ブッキング（改訂復刊）
- 始まりの場所 The Beginning Place (1980年) - 早川書房「海外SFノヴェルズ」
- オールウェイズ・カミング・ホーム Always Coming Home (1985年) - 平凡社（上・下）
- ラウィーニア Lavinia (2008年) - 河出書房新社 のち文庫

中短編集
- 風の十二方位 The Winds Twelve Quarters (1975年) - ハヤカワ文庫－主に初期作品集（一部が《アースシー》と《ハイニッシュ・サイクル》）
- コンパス・ローズ The Compas Rose (1982年) - サンリオSF文庫、ちくま文庫
- Buffalo Gals and Other Animal Presence 1987年
- Seaload: Chronicles of Klatsand 1991年
- 内海の漁師 A Fisherman of the Inland Sea (1994年) - ハヤカワ文庫（一部が《ハイニッシュ・サイクル》）
- 赦しへの四つの道 Four Ways to Forgiveness 1995年 - 早川書房「新☆ハヤカワ・SF・シリーズ」
- Unlocking the Air and Other Stories 1996年
- なつかしく謎めいて Changing planes (2003年) - 河出書房新社（連作短編）
- 世界の誕生日 The Birthday of the World 2002年 ‐ ハヤカワ文庫（全8篇）
- The Wild Girls 2011年
- 現想と幻実　ル=グウィン短篇選集 The Unreal and the Real:The Selected Short Stories of Ursula K. Le Guin 2012年 - 青土社（全11篇）

脚本
- King Dog 1985年
- A Visit from Dr. Katz 1988年

詩集
- Wild Angels 1974年
- Walking In Cornwall 1976年
- Tillai and Tylisses 1979年（母シオドラと共著）
- Hard Words and Other Poems 1981年
- In the Red Zone 1983年
- Wild Oats and Fireweed 1988年
- No Boats 1992年
- Blue Moon Over Thurman Street 1993年
- Going Out with Peacocks 1994年
- Sixty Odd: New Poems 1999年
- Finding My Elegy:New and Selected Poems 2012年

絵本
- 『いちばん美しいクモの巣』Leese Webster 1979年（みすず書房）
- The Adventure of Cobbler’s Rune 1982年
- A Ride on the Red Mare’s Back 1992年
- Fish Soup 1992年
- Tom Mouse 2002年
- Cat Dreams 2010年
- Fire and Stone 1989年

評論・エッセイ
- Dreams Must Explain Themselves 1973年
- 夜の言葉‐ファンタジー・SF論 The language of the night (1979年) - サンリオSF文庫、岩波同時代ライブラリー、岩波現代文庫。岩波版は改訂
- 世界の果てでダンス Dancing at the edge of the world (1989年) -  白水社（新装版刊）
- A Winter Solstice Ritual 1991年（ヴォンダ・N・マッキンタイアと共著）
- Findings 1992年
- 文体の舵をとれ ル=グウィンの小説教室 Steering the Craft 1998年 - フィルムアート社
- ファンタジーと言葉 The wave in the mind (2004年) -  岩波書店、岩波現代文庫
- いまファンタジーにできること Cheek by Jowl (2011年) - 河出書房新社、河出文庫
- No Time to Spare 2017年（エッセイ、インタビューなど）
  - 暇なんかないわ 大切なことを考えるのに忙しくて - 河出書房新社
- 私と言葉たち Words are my matter (2022年) - 河出書房新社

翻訳（英訳）
- 『老子道徳経』Lao Tuz: Tao Te Ching: A Book About the Way and the Power of the way 1997年
- Las Gemelas, El Sueño The Twins, The Dream 1997年
- アンヘリカ・ゴロディッシャー Kalpa Imperial 2003年
- ガブリエラ・ミストラル Selected Poems of Gabriela Mistral 2011年（詩集）
- ギョルゲ・ササルマン Squaring the Circle 2013年

編著
- Nebula Award Stories Eleven 1976年
- The Altered I 1976年（リー・ハイディングと共編）
- Interface 1980年（ヴァージニア・キッドと共編）
- Edges 1980年（ヴァージニア・キッドと共編）
- The Norton Book of Science Fiction: North American Science Fiction, 1960-1990 1993年（ブライアン・アタベリイ、カレン・ジョイ・ファウラーと共編）

## 映像化作品
ル＝グウィンの作品で映像化されたものは少ない。1971年の長編『天のろくろ』は2回映像化されている。1回目は1980年 thirteen/WNET New York でテレビ映画化され、2002年に A&E Network でテレビ映画化されている。2008年のインタビューで、ル＝グウィンはこれまでの映像化作品の中で1980年のものだけがよい映画だったと語っている。
1980年代初めごろ、宮崎駿は、愛読書でもある《アースシー》（ゲド戦記）のアニメ化を打診した。しかしル＝グウィンは当時、宮崎作品どころか、日本のアニメ全般に触れたことがなく、この話を断った。数年後に『となりのトトロ』を見たル＝グウィンは再考し、《アースシー》を映像化するなら宮崎駿に任せたいと思うようになった。こうして第3巻と第4巻をベースとして2005年のアニメ映画『ゲド戦記』が制作された。だが監督は宮崎駿本人ではなく息子の吾朗であった。ル＝グウィンはそれを残念に思っていると明かしている。ル＝グウィンのアニメ版『ゲド戦記』への思いは複雑だという。映像の美しさは評価しているが、全体に説教くさい点とプロット進行については問題があるとしている。なお父宮崎駿も本作には批判的だった。この『ゲド戦記』の2006年夏の公開後、日本などから問い合わせのメールが多く寄せられたため、この映画が制作されるに至った経緯と映画に対するコメントを彼女自身の公式サイトで公開（日本語訳）している。
2004年、Sci Fi Channel は《アースシー》の1巻と2巻に基づいたミニシリーズ『ゲド〜戦いのはじまり〜』を放送した。これについては宮崎版以上に批判的である。

### インタビュー
- Interview with Le Guin on The Inkwell Review, on her novel Lavinia.
- Interview with Le Guin in Guernica Magazine.
- Chronicles of Earthsea Guardian Unlimited Interview with Ursula K. Le Guin, February 9, 2004.
- Interview in The Guardian December 17, 2005
- Transcript of interview on Australia's ABC Radio National "The Book Show" program - mainly about Lavinia - May 4, 2008
- Interview with Le Guin in "Vice" magazine conducted by Steve Lafreniere — January 2009